# Ignacio Zaragoza, Las Margaritas
Ignacio Zaragoza är en ort i Mexiko.   Den ligger i kommunen Las Margaritas och delstaten Chiapas, i den sydöstra delen av landet, 800 km öster om huvudstaden Mexico City. Ignacio Zaragoza ligger 1 599 meter över havet och antalet invånare är 416.
Terrängen runt Ignacio Zaragoza är varierad. Runt Ignacio Zaragoza är det ganska tätbefolkat, med 100 invånare per kvadratkilometer. Närmaste större samhälle är Veinte de Noviembre, 10,4 km norr om Ignacio Zaragoza. I omgivningarna runt Ignacio Zaragoza växer i huvudsak städsegrön lövskog.